# Bharagonalia tenompa
Bharagonalia tenompa är en insektsart som beskrevs av Young 1986. Bharagonalia tenompa ingår i släktet Bharagonalia och familjen dvärgstritar. Inga underarter finns listade i Catalogue of Life.